# Stan Eastham
Stanley Eastham, detto Stan (Bolton, 26 novembre 1913 – Australia Occidentale, 10 aprile 1997), è stato un calciatore inglese, di ruolo centrocampista.

## Carriera

### Nazionale
Venne convocato nella Nazionale britannica che partecipò ai Giochi olimpici del 1936 tuttavia non disputò neanche una partita.